# Chile na Zimowych Igrzyskach Olimpijskich 2010

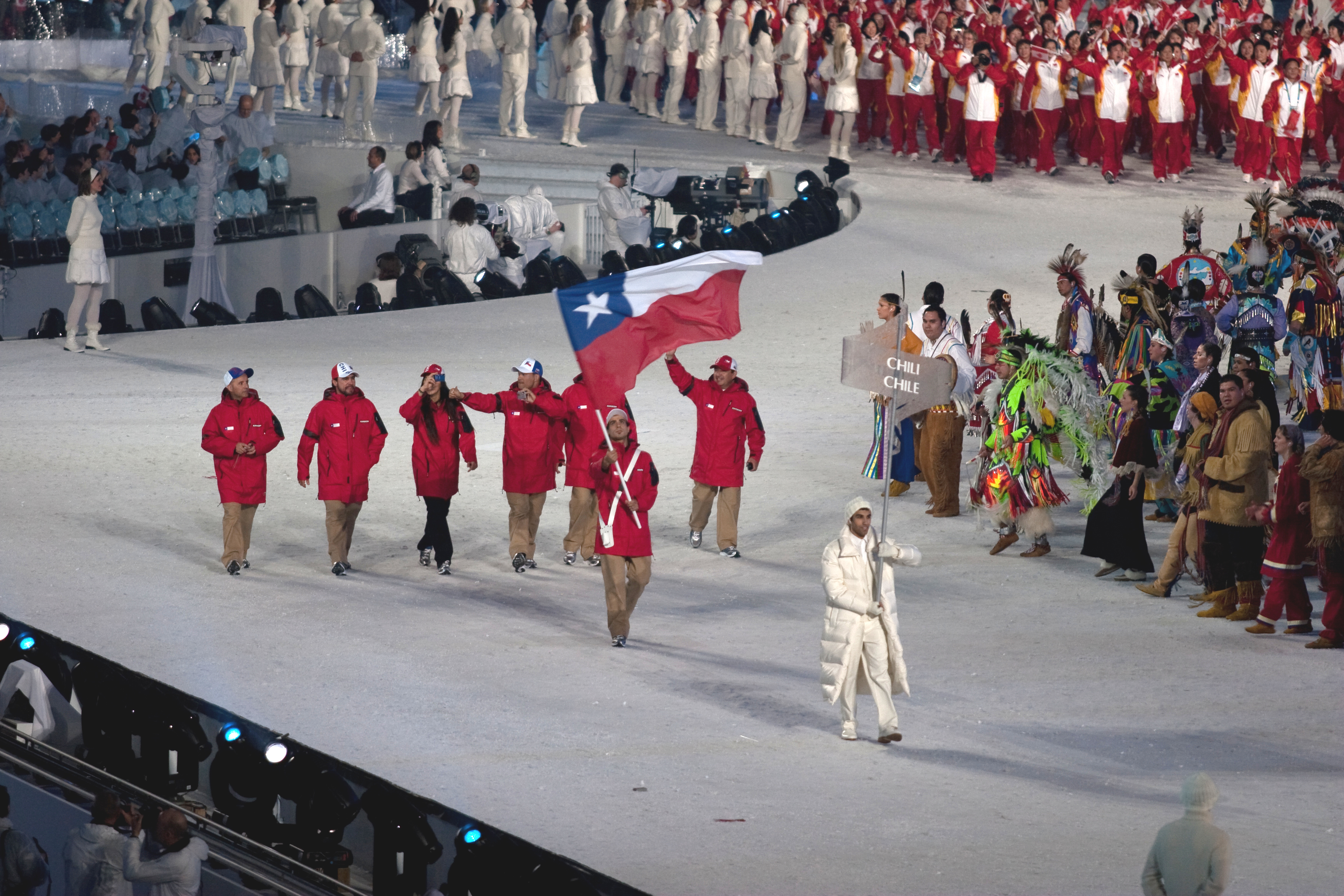
Reprezentacja Chile podczas ceremonii otwarcia igrzysk olimpijskich w Vancouver

Chile na Zimowych Igrzyskach Olimpijskich 2010 – występ kadry sportowców reprezentujących Chile na igrzyskach olimpijskich w Vancouver w 2010 roku.
W kadrze znalazło się troje zawodników – jedna kobiety i dwóch mężczyzn. Reprezentanci Chile wystąpili w ośmiu konkurencjach w narciarstwie alpejskim. Najstarszym zawodnikiem w kadrze był Maui Gayme, który w dniu otwarcia igrzysk miał 26 lat i 113 dni, a najmłodsza była Noelle Barahona, mająca 19 lat i 80 dni. 
Funkcję chorążego reprezentacji Chile podczas ceremonii otwarcia igrzysk w Vancouver pełnił Jorge Mandrú. Podczas ceremonii zamknięcia chilijską flagę niosła Noelle Barahona. Reprezentacja Chile weszła na stadion olimpijski jako 17. w kolejności – pomiędzy ekipami z Kajmanów i Chińskiej Republiki Ludowej.
Był to 15. występ reprezentacji Chile na zimowych igrzyskach olimpijskich i 35. start olimpijski, wliczając w to letnie występy.

## Skład reprezentacji

### Narciarstwo alpejskie
| Konkurencja            | Zawodnik        | Zjazd 1 | Zjazd 1 | Zjazd 2 | Zjazd 2 | Łącznie | Łącznie |
| Konkurencja            | Zawodnik        | Czas    | Miejsce | Czas    | Miejsce | Czas    | Miejsce |
| ---------------------- | --------------- | ------- | ------- | ------- | ------- | ------- | ------- |
| Zjazd kobiet           | Noelle Barahona | —       | —       | —       | —       | 1:57,47 | 34.     |
| Slalom kobiet          | Noelle Barahona | 58,74   | 50.     | 59,08   | 41.     | 1:57,82 | 41.     |
| Slalom gigant kobiet   | Noelle Barahona | 1:26,76 | 59.     | DNF     | DNF     | DNF     | DNF2    |
| Supergigant kobiet     | Noelle Barahona | —       | —       | —       | —       | 1:28,66 | 35.     |
| Superkombinacja kobiet | Noelle Barahona | 1:34,05 | 31.     | 50,20   | 28.     | 2:24,25 | 28.     |
| Zjazd mężczyzn         | Maui Gayme      | —       | —       | —       | —       | 1:59,76 | 49.     |
| Zjazd mężczyzn         | Jorge Mandrú    | —       | —       | —       | —       | 2:01,72 | 56.     |
| Slalom gigant mężczyzn | Jorge Mandrú    | 1:24,96 | 60.     | 1:26,59 | 50.     | 2:51,55 | 52.     |
| Supergigant mężczyzn   | Maui Gayme      | —       | —       | —       | —       | 1:36,56 | 42.     |
| Supergigant mężczyzn   | Jorge Mandrú    | —       | —       | —       | —       | DNF     | DNF     |